# Аппарат Евфталия
Аппарат Евфталия — грекоязычный корпус сопроводительных текстов к трём книгам Нового завета, Деяниям апостолов, Соборным посланиям и посланиям апостола Павла. Дата составления аппарата не известна. Автор, предположительно известный под именем Евфталий, жил, возможно, в Египте в IV—V веках. Аппарат в первоначальном виде делился на два тома. Первый включал 14 посланий Павла, с Евр помещённым после 2Фес. Второй том включал Деяния и 7 Соборных посланий. Аппарат включает прологи к каждой из указанных книг, предисловия и оглавления к Деяниям и каждому из посланий. Также объясняются принципы нумерации глав в посланиях, указывается их число и приводятся перечни цитат из Ветхого завета. Полностью или частично аппарат сохранился в нескольких сотнях греческих рукописей. Корпус переводился с греческого на сирийский, армянский, грузинский, латинский, готский и древнеславянский языки.
Первое печатное издание аппарата было предпринято Лоренцо Закканьи в Риме в 1698 году по 9 рукописям. В одной из них автор был назван Евфталием, вследствие чего корпус получил своё название. Как было установлено впоследствии, в большинстве рукописей автор по имени не называется. Последующие издания подготовили Андреа Галланди (1774), Жак Поль Минь (1864) и Ганс фон Соден (1902). Старейший сохранившийся фрагмент кодекса датируется VI веком. Первое систематическое изучение сирийского варианта предпринял Эрнст фон Добщюц (1899). Армянские рукописи изучали Фредерик Конибир и Джозеф Робинсон. В ходе изучения готской версии было сделано предположение, что использованное Вульфилой деление глав было заимствовано у Евфталия. Старославянскую версию впервые издал в 2003 году нидерландский славист Johannes G. Van der Tak.
Конкурентом Евфталиевой схемы деления на главы была система Стефана Лангтона.